# رابرت هسکت
رابرت هسکت (انگلیسی: Robert Hesketh؛ ۱ ژانویهٔ ۱۵۶۹ – ۷ نوامبر ۱۶۲۰)  نماینده پارلمان انگلیس و کلانتر عالی بود.
وی فرزند ارشد سر توماس هشکه از روفورد و گراند هاروود ، لنکشیر از خانواده قدیمی و مشهور لنکاشیر هسکک بود.